# 30 ans au Zénith
Albums de Tri Yann
Le Pélégrin Marines
30 ans au Zénith est le quatrième album live du groupe Tri Yann sorti le 2 décembre 2001.

## Présentation
L'album a été enregistré au Zénith de Paris le 3 mars 2001,. Il fête les trente ans de carrière du groupe. Cet album reprend les morceaux de leur précédent album Le Pélégrin sorti en janvier 2001 ainsi que  les anciennes chansons qui ont fait la renommée du groupe (Dans les prisons de Nantes ou La jument de Michaud). Cet album est l'occasion de retrouver Bleunwenn Mevel (sœur de Konan Mevel) sur plusieurs chansons dont le Bro Gozh Ma Zadou, Korydwen et le rouge de Kenholl ou I rim bo ro . Hugues Aufray est invité sur scène pour deux chansons avec le groupe. Cet événement a donné lieu à la sortie d'un DVD début décembre 2001.

## Titres
| 1. | I rim bo ro                      | 4:06 |
| 2. | À matine à la télé               | 5:22 |
| 3. | Le Chasseur de temps             | 4:03 |
| 4. | Les Filles d'Irlande             | 3:28 |
| 5. | Bro gozh ma zadou / Ton ma zadou | 5:29 |
| 6. | Je m'en vas                      | 4:24 |
| 7. | Korydwen et le Rouge de Kenholl  | 6:18 |
| 8. | Kan ar Kann                      | 6:48 |
| 9. | Si mort a mors                   | 3:38 |

| 1. | Fransozig                                   | 3:58 |
| 2. | La Geste de Sarajevo                        | 4:43 |
| 3. | Dans les prisons de Nantes                  | 3:19 |
| 4. | Les Pailles d'Or Brisées                    | 4:15 |
| 5. | Y'a quatre marins (avec Hugues Aufray)      | 4:12 |
| 6. | Les Filles des forges                       | 3:26 |
| 7. | Le Loup, le Renard, la Jument de Michaud... | 8:24 |
| 8. | De nivôse en frimaire                       | 6:15 |
| 9. | Dansons la listériole                       | 4:42 |

S'ajoutent sur le DVD plusieurs bonus:
- Tri Yann an Naoned (relatant la vie du groupe avec interviews, extraits musicaux...)
- Le soleil est noir (documentaire sur la marée noire de l'Erika de Konan Mevel)
- Karaoké : Si mors a mort et Le Loup, le Renard et la Jument de Michaud...
- Marzelle : un petit film sur le studio d'enregistrement des Tri Yann à Savenay (44)

## Musiciens
- Jean Chocun : chant, banjo, dulcimer, guitare acoustique, mandoline
- Jean-Paul Corbineau : chant, guitare acoustique
- Jean-Louis Jossic : chant, bombardes, chalémie, cromornes, psaltérion, whistles
- Gérard Goron : chant, batterie, mandoloncelle
- Jean-Luc Chevalier : basse, guitares acoustique et électrique
- Konan Mevel : chant, cornemuses, flûtes, midi-pipe, percussions
- Freddy Bourgeois : chant, claviers, mélodica
- Christophe Peloil : chant, basse, flûtes, violon

Avec la participation de :
- Bleunwenn Mevel : chant
- Gurvan Mevel : caisse claire écossaise
- Pierrick Lemou : violon
- Étienne Tabourier : alto
- Maud Caron : violoncelle
- Anthony Masselin, Tanneguy Testard et Patrice Le Corre : cornemuses

Invités :
- Hugues Aufray : chant, guitare, whistle
- Max-Pol Delvaux : guitare
- Georges Augier de Moussac : basse